# Ain Soukhna
Ne doit pas être confondu avec Al-Soukhna.
Ain Soukhna (en arabe العين السخنة, Al-`Ayn al-Sukhnah) est une ville du gouvernorat de Suez, en Égypte.

## Étymologie
Le nom de la ville signifie « source chaude » en arabe, en référence à la source d'eau chaude issue du Gabal Ataka, plus haut pic des montagnes environnantes.

## Géographie
Ain Soukhna se trouve sur la côte ouest du golfe de Suez, au nord de la mer Rouge, au débouché du Ouadi Ghweibba. Elle est située à vol d'oiseau à 43 km au sud-ouest de Suez et à 116 km à l'est-sud-est du Caire.

## Campagnes de fouilles
Le repérage du site archéologique a été réalisé par une mission archéologique en 1999 de l’égyptologue égyptien Mahmoud Abd el-Raziq avec Georges Castel et Pierre Tallet.
Des fouilles de l'IFAO, depuis 2000, mettent en évidence des ateliers métallurgiques, répartis sur plusieurs ouadis, exploitant le cuivre issu des mines de ce métal au sud de la péninsule du Sinaï et qui donnait lieu à des expéditions considérables. 
Une équipe d'archéologues a découvert, en 2008, une ville antique datée du Moyen Empire, avec des ruelles, des secteurs de stockages, une construction rectangulaire de 600 m2. Le site pourrait avoir été un centre administratif important. Il contenait une grande quantité de pots en argile portant les noms de rois des IVe et Ve dynasties.
Les principales phases d’occupation du site portuaire (remplaçant celui de Ouadi el-Jarf, sans doute pour sa plus grande proximité avec Memphis) datent tout d’abord de l'Ancien Empire (entre Khéphren et Pépi II), puis du début du Moyen Empire (entre Montouhotep IV et Sésostris Ier). Des inscriptions rupestres attestent des expéditions sous Amenhotep Ier et Amenhotep III à la XVIIIe dynastie.

## Économie

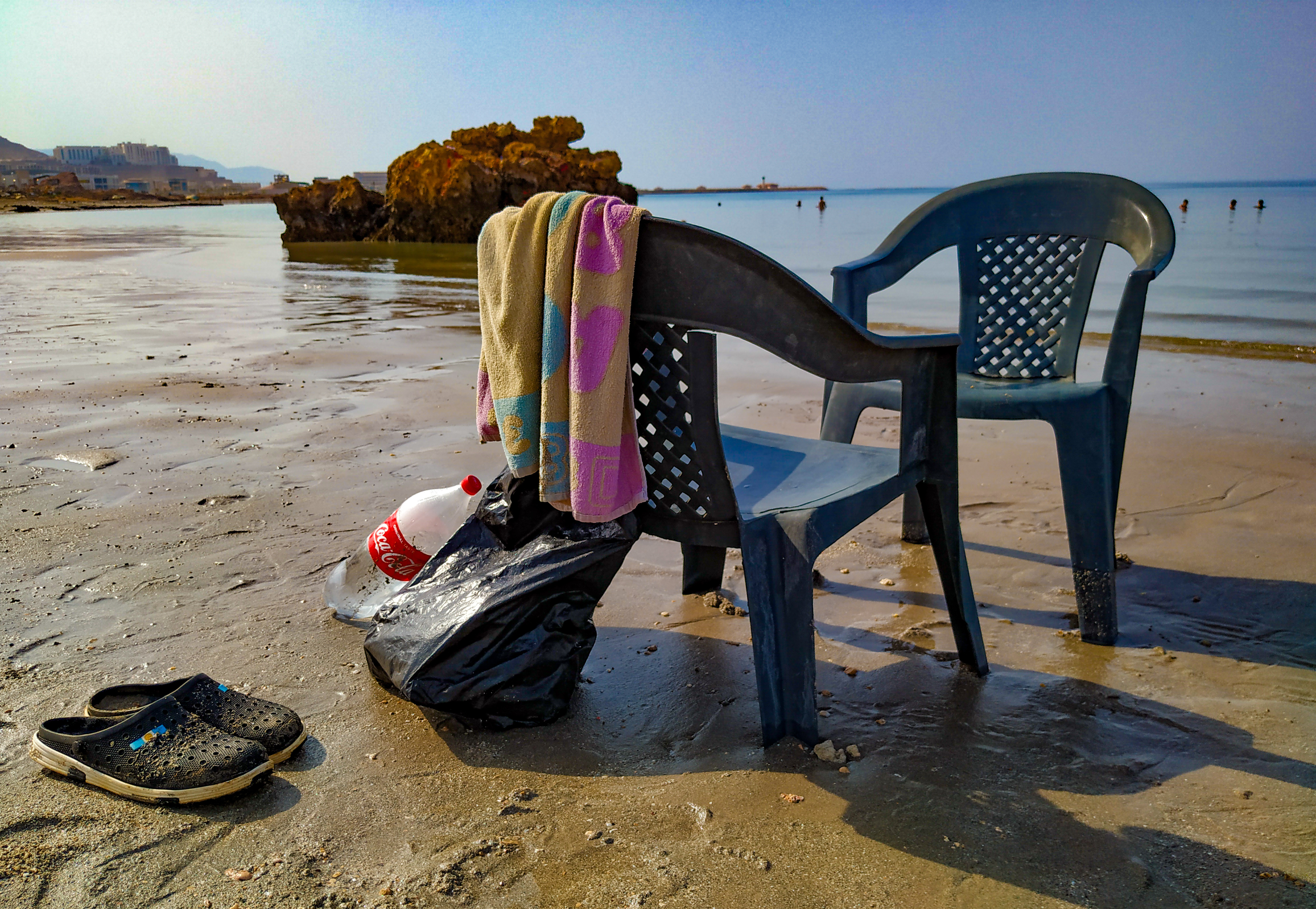
La plage de la station balnéaire.

Station balnéaire, la ville compte de nombreux hôtels.

## Transports
Une liaison ferrée vers Marsa Matruh, reliant la mer Rouge à la mer Méditerranée est en projet.